# Хеллмарк Кнуттсон, Хелене
Мари Хелене Хеллмарк Кнуттсон (швед. Marie Helene Hellmark Knutsson, урождённая Кнуттсон; род. 12 сентября 1969, Стокгольм) — шведский политический и государственный деятель. Член Социал-демократической рабочей партии Швеции. Действующий губернатор лена Вестерботтен. В прошлом — депутат риксдага (2019—2020), министр высшего образования и науки (2014—2019).

## Биография
Родилась 12 сентября 1969 года в Стокгольме. Изучала историю, статистику и макроэкономику в Стокгольмском университете. Вступила в Центральное объединение профессиональных союзов Швеции.
3 октября 2014 года назначена министром высшего образования и науки. 21 января 2019 года покинула правительство и перешла в риксдаг.
По результатам парламентских выборов 2018 года избрана депутатом риксдага. Исполняла обязанности депутата после ухода из правительства с 22 января 2019 года по 31 июля 2020 года.
С 1 августа 2020 года — губернатор лена Вестерботтен.